# 軍威站
軍威站（：／ Gunwi yeok */?）是位於韓國大邱廣域市軍威郡的一個鐵路車站，屬於中央線。

## 歷史
- 2024年12月20日 - 落成使用。

## 相鄰車站
韓國鐵道公社
中央線
義城－軍威－北永川